# La Reine du mal
Pour plus de détails, voir Fiche technique et Distribution.
La Reine du mal ou Tango macabre au Québec (Seizure) est un film américano-canadien réalisé par Oliver Stone et sorti en 1974. C'est le premier long-métrage réalisé par Oliver Stone.

## Synopsis
Edmund Blackstone est un romancier spécialisé dans les récits d'épouvante. Il fait plusieurs fois le même cauchemar dans lequel trois personnages de ses livres le séquestrent avec son entourage : la reine des ténèbres, le nain Spider et le géant balafré Jackal. Un jour, le rêve devient réalité.

## Fiche technique
Sauf indication contraire, les informations mentionnées dans cette section peuvent être confirmées par la base de données cinématographiques IMDb,  présente dans la section « Liens externes ».
- Titre français : La Reine du mal
- Titre québécois : Tango macabre
- Titre original : Seizure
- Autre titre : Queen of Evil[1]
- Réalisation : Oliver Stone
- Scénario : Edward Mann et Oliver Stone
- Musique : Lee Gagnon
- Photographie : Roger Racine
- Montage : Nobuko Oganesoff et Oliver Stone
- Décors : Najwa Stone
- Production : Garrard Glenn, Jeffrey Kapelman, Michael Friedman, Harold Greenberg et Donald Johnston
- Budget : 250 000 CAD
- Pays de production : Canada, États-Unis
- Format : Couleurs - 1,85:1 - 35 mm - son mono
- Genre : horreur, fantastique
- Durée : 98 minutes
- Date de sortie : 
  - États-Unis : 1974

## Distribution
- Jonathan Frid : Edmund Blackstone
- Martine Beswick : la reine des ténèbres
- Joseph Sirola : Charlie Hughes
- Christina Pickles : Nicole Blackstone
- Hervé Villechaize : Spider, le nain
- Anne Meacham : Eunice Kahn
- Roger De Koven : Serge Kahn
- Troy Donahue : Mark Frost
- Mary Woronov : Mikki Hughes
- Richard Cox : Gerald
- Henry Judd Baker (en) : Jackal, le géant
- Lucy Bingham : Betsy
- Alexis Kirk : Arris
- Timothy Ousey : Jason Blackstone
- Timothy Rowse : Milkman

## Production
Le tournage s'est déroulé aux Laurentides et Val-Morin, au Québec.

## Sortie et accueil
Le film ne connait qu'une sortie limitée sur le sol américain, distribué par Cinerama Releasing Corporation. Il est principalement diffusé dans des salles new-yorkaises de la 42e rue en 1974.
Le film est publié en VHS dans les années 1980. L'édition Blu-ray sort en 2014 chez Scorpion Releasing,,,.